# Сюгаильское (сельское поселение)
Сюгаильское — упразднённое муниципальное образование со статусом сельского поселения в Можгинском районе Удмуртии Российской Федерации.
Административный центр — деревня Новый Русский Сюгаил.
25 июня 2021 года упразднено в связи с преобразованием муниципального района в муниципальный округ.

## История
Статус и границы сельского поселения установлены Законом Удмуртской Республики от 13 июля 2005 года № 41-РЗ «Об установлении границ муниципальных образований и наделении соответствующим статусом муниципальных образований на территории Можгинского района Удмуртской Республики».

## Население
| 2008  | 2010  | 2012  | 2013  | 2014  | 2015  | 2016  |
| ----- | ----- | ----- | ----- | ----- | ----- | ----- |
| 1941  | ↗2092 | ↗2119 | ↗2174 | ↘2103 | ↘2097 | ↘2087 |
| 2017  | 2018  | 2019  | 2020  |       |       |       |
| ↘2034 | ↘2030 | ↘2027 | ↘2020 |       |       |       |

## Состав сельского поселения
| № | Населённый пункт     | Тип населённого пункта          | Население |
| - | -------------------- | ------------------------------- | --------- |
| 1 | Ефремовка            | деревня                         | ↘105      |
| 2 | Залесный             | посёлок                         | ↗420      |
| 3 | Новый Русский Сюгаил | деревня, административный центр | ↗399      |
| 4 | Сардан               | посёлок                         | ↗664      |
| 5 | Сюгаил               | разъезд                         | ↘62       |
| 6 | Удмурт Сюгаил        | деревня                         | ↗469      |

Постановлением Государственного Совета Удмуртской Республики от 28 марта 2017 года № 970-V был упразднён населённый пункт Дома 1024 км Сюгаильского сельсовета.